# LIPO Park Schaffhausen
Het LIPO Park Schaffhausen is een multifunctioneel stadion en winkelcentrum in het Zwitserse Schaffhausen (Herblingen). Het is de thuishaven van voetbalclub FC Schaffhausen.
Het stadion werd begin 2017 geopend, en het verving Stadion Breite, het oude stadion van FC Schaffhausen. Het biedt plaats aan 8200 toeschouwers. De naamgever van het stadion is LIPO, een Zwitserse meubelwinkelketen.